# Idioma yir yoront
Yir-Yoront era una lengua pama hablada en dos asentamientos, Kowanyama y Pormpuraaw en la parte suroeste de la Península del Cabo York, Queensland en Australia, por el pueblo Yir-Yoront. En 1991 sólo quedaban 15 hablantes, con el resto del pueblo Yir-Yoront hablando Inglés o incluso el Kuuk Thaayorre ya que muchos hablantes de Yir-Yoront aparentemente están usando Kuuk Thaayorre en la conversación diaria. Actualmente se cree que está extinto. Hay dos dialectos hermanos, Yir-Yoront propiamente dicho y Yirrk-Thangalkl, que están muy relacionados. El nombre compartido Yir a veces se usa para ambos tomados juntos.

## Nombres
La primera parte de ambos del nombre, Yir, proviene de la palabra yirrq que significa habla o lenguaje. Lo que sigue es el etnónimo.
Yir-Yoront se escribe guiónado como una forma de indicar que la sílaba que sigue al guion está acentuada. En la ortografía estándar, se escribe correctamente Yirr-Yorront, con "rr" representando la consonante /r/. Hay una pronunciación alternativa válida con énfasis en la primera sílaba; esto se puede escribir YirrqYorront. Otras grafías encontradas incluyen Yir Yoront y Jir Joront.
Otros nombres para el idioma incluyen:
- Yirr-Thuchm: Significa "de los arenales"
- Kok-Minychen: El nombre del Yir-Yoront en el idioma koko-bera
  - Koko-Minychena: ortografía alternativa
  - Kokomindjen: ortografía alternativa
  - Mandjoen: ortografía alternativa
  - Mind'jana: ortografía alternativa
  - Mundjun: ortografía alternativa
  - Myunduno: ortografía alternativa
- Kuuk-Thaanhon: El nombre del Yir-Yoront en el idioma kuuk thaayorre
- Gwandera: Un nombre aplicado incorrectamente al pueblo Yir-Yoront y su idioma
- Millera: Sin fuente disponible

## Fonología
La siguiente descripción es para Yir-Yoront propiamente dicha.

### Vocales
Yir-Yoront tiene 6 vocals:
|               | Frontal       | central    | Atrás |
| Sin redondear | sin redondear | redondeada |       |
| ------------- | ------------- | ---------- | ----- |
| Cerrada       | i             |            | u     |
| Semicerrada   | e             |            | o     |
| Media         |               | ə          |       |
| Abierta       |               | a          |       |

### Consonantes
Yir-Yoront tiene 20 consonantess:
|                 | Periférica | Periférica            | Laminal | Laminal  | Apical     | Apical  | Glotal |
| Bilabial        | Velar      | Postalveolar /Palatal | Dental  | Alveolar | Retrofleja |         | Glotal |
| --------------- | ---------- | --------------------- | ------- | -------- | ---------- | ------- | ------ |
| Nasal           | m /m/      | ng /ŋ/                | ny /ɲ/  | nh /n̪/   | n /n/      | rn /ɳ / |        |
| Oclusiva        | p /p/      | k /k/                 | ch /c/  | th /t̪/   | t /t/      | rt /ʈ / | q /ʔ/  |
| Vibrante        |            |                       |         |          | rr /r/     |         |        |
| Vibrante simple |            |                       |         |          | r /ɾ/      |         |        |
| Aproximante     | w /w/      | w /w/                 | y /j/   | lh /l̪/   | l /l/      | rl /ɭ / |        |

## Lenguaje de señas
Los Yir Yoront tienen (o tenían) una forma de signos bien desarrollado de su idioma. Puede haber tenido alguna influencia en el lenguaje de señas indígena del extremo norte de Queensland más amplio, aunque puede haberse extinguido demasiado pronto para eso.

### General
Alpher, Barry (1991). Yir-Yoront lexicon: Sketch and dictionary of an Australian language. Berlin: Mouton de Gruyter.
- Datos: Q8053819